# Нин
Нин (хорв. Nin, італ. Nona, лат. Aenona) — місто в Хорватії в Задарській жупанії.
З 70-х років XX століття Нин стало розвиватися в туристичному напрямку. Збережені архітектурні пам'ятники були відреставровані. В 80-х роках поруч із містом була побудована найбільша в Хорватії радіомовна станція. У ході війни в Хорватії в 1991 році станція була зруйнована сербськими бомбардуваннями, однак саме місто постраждало незначно. Після війни станція була частково відновлена.

## Населення
Населення громади за даними перепису 2011 року становило 2 744 осіб. Населення самого міста становило 1 132 осіб.
Динаміка чисельності населення громади:
Динаміка чисельності населення міста:

## Населені пункти
Крім міста Нин, до громади також входять:
- Грбе
- Нинські Станові
- Поліця-Бриг
- Затон
- Жерава

## Клімат
Середня річна температура становить 14,88 °C, середня максимальна — 27,56 °C, а середня мінімальна — 2,72 °C. Середня річна кількість опадів — 892 мм.
| Клімат міста                                  | Клімат міста | Клімат міста | Клімат міста | Клімат міста | Клімат міста | Клімат міста | Клімат міста | Клімат міста | Клімат міста | Клімат міста | Клімат міста | Клімат міста | Клімат міста |
| Показник                                      | Січ.         | Лют.         | Бер.         | Квіт.        | Трав.        | Черв.        | Лип.         | Серп.        | Вер.         | Жовт.        | Лист.        | Груд.        |              |
| Середній максимум, °C                         | 10,84        | 11,17        | 13,76        | 16,88        | 21,53        | 25,48        | 27,56        | 27,38        | 23,25        | 19,19        | 14,25        | 11,40        |              |
| Середня температура, °C                       | 6,78         | 7,10         | 9,70         | 12,83        | 17,48        | 21,41        | 24,27        | 24,10        | 19,97        | 15,91        | 10,95        | 8,11         |              |
| Середній мінімум, °C                          | 2,73         | 3,05         | 5,63         | 8,76         | 13,40        | 17,35        | 20,99        | 20,80        | 16,68        | 12,61        | 7,68         | 4,82         |              |
| Норма опадів, мм                              | 74           | 63           | 65           | 71           | 67           | 56           | 33           | 51           | 102          | 110          | 106          | 94           |              |
| Середньомісячна швидкість вітру, м/с          | 2.84         | 2.97         | 3.14         | 2.99         | 2.59         | 2.43         | 2.45         | 2.35         | 2.53         | 2.67         | 3.23         | 3.08         |              |
| Середньомісячна сонячна радіація, кДж/м²·день | 4924         | 7648         | 11334        | 16159        | 20566        | 22667        | 24318        | 21110        | 15443        | 9835         | 5350         | 4159         |              |
| --------------------------------------------- | ------------ | ------------ | ------------ | ------------ | ------------ | ------------ | ------------ | ------------ | ------------ | ------------ | ------------ | ------------ | ------------ |
| Джерело:                                      |              |              |              |              |              |              |              |              |              |              |              |              |              |

## Галерея

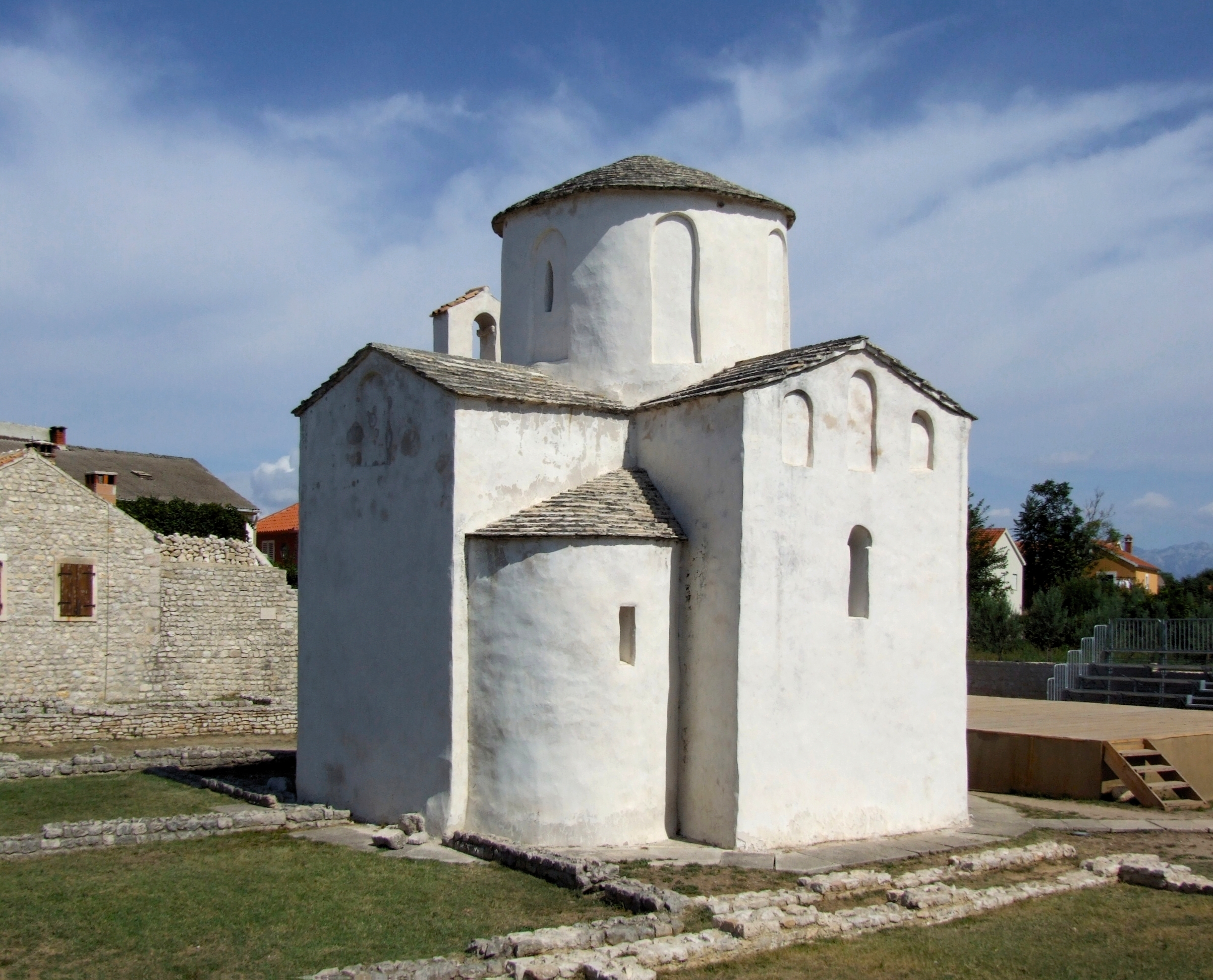
Церква Св. Хреста
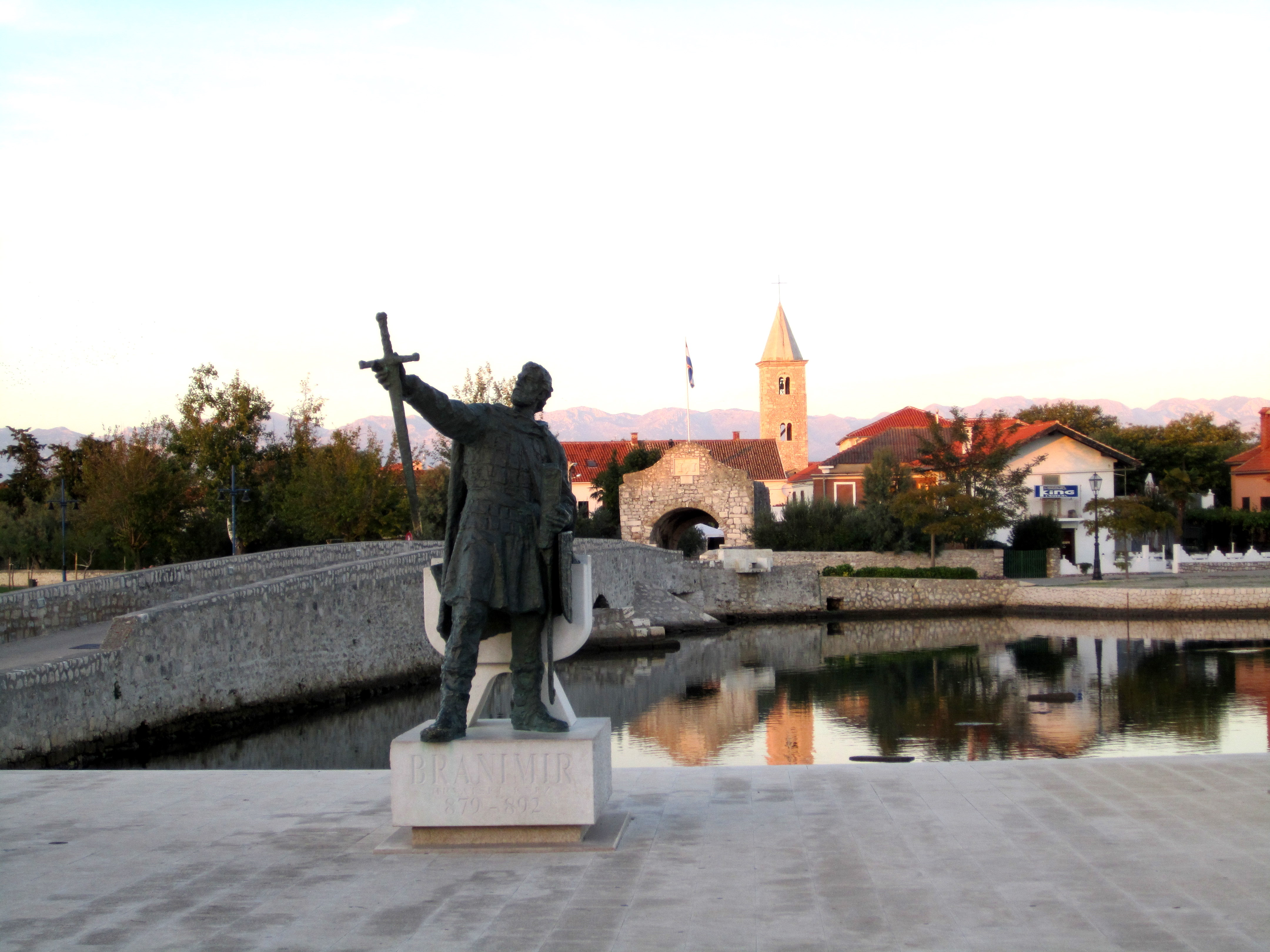
Пам'ятник князеві Бранімиру. На задньому плані Нижній міст і Нижні ворота
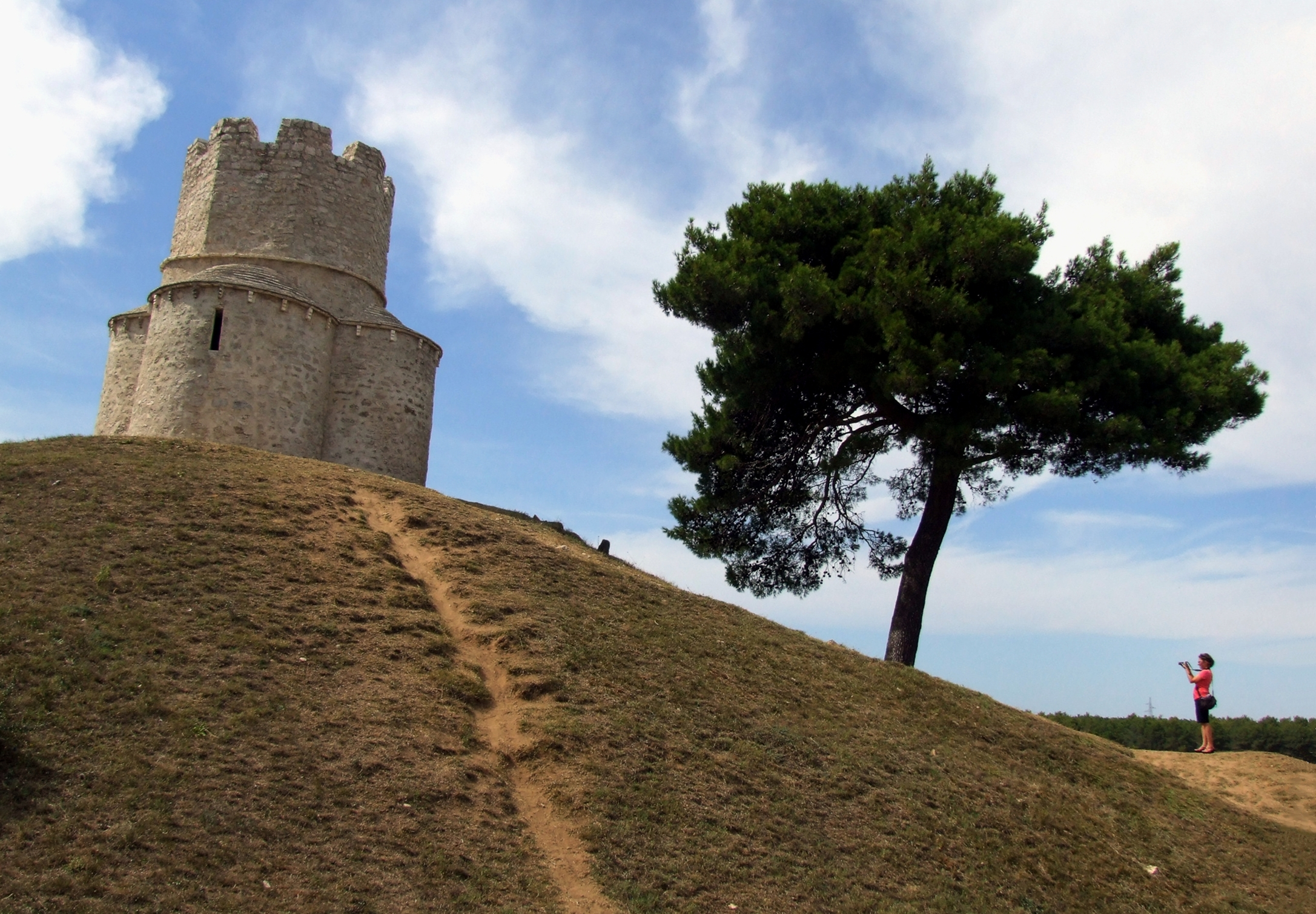
Церква Святого Миколая
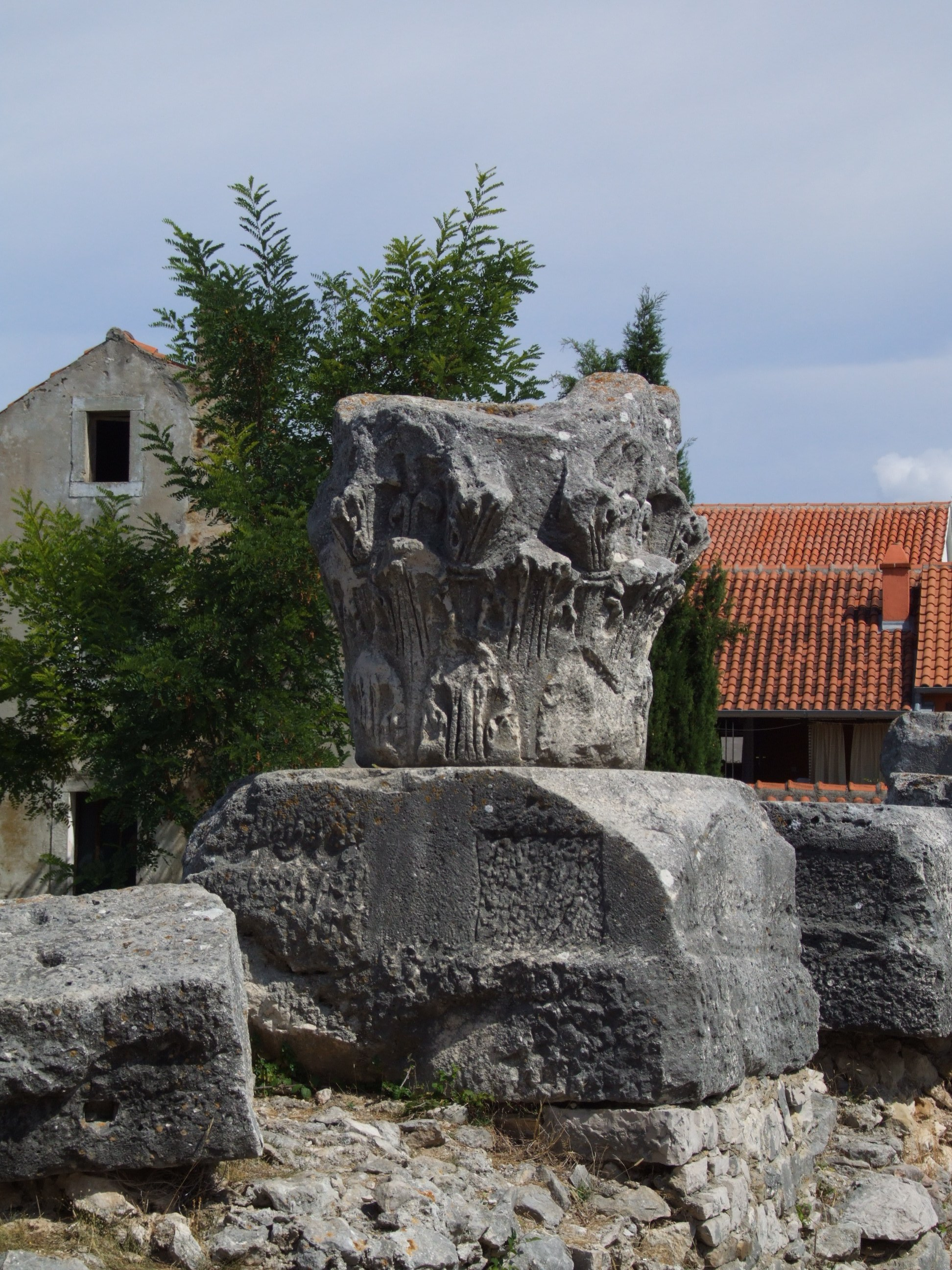
Руїни римського храму